# ميكا كوروكي
ميكا كوروكي (باليابانية: 黒木美香) هي دراجة يابانية، ولدت في 15 نوفمبر 1971 في نارا في اليابان.

## وصلات خارجية
- ميكا كوروكي على موقع أوليمبيديا (الإنجليزية)